# Lily (Dakota du Sud)
Pour les articles homonymes, voir Lily.
Lily est une municipalité américaine située dans le comté de Day, dans l'État du Dakota du Sud. Selon le recensement de 2010, elle compte 4 habitants. La municipalité s'étend sur 0,3 milles carrés (0,78 km2).
Fondée en 1887, la localité doit son nom à la sœur du premier receveur des postes local, Ross E. Parks.

## Démographie
| 1910 | 1920 | 1930 | 1940 | 1950 | 1960 |
| ---- | ---- | ---- | ---- | ---- | ---- |
| 175  | 187  | 135  | 158  | 139  | 119  |

| 1970 | 1980 | 1990 | 2000 | 2010 | - |
| ---- | ---- | ---- | ---- | ---- | - |
| 62   | 38   | 26   | 21   | 4    | - |